# Tripteroides lorengaui
Tripteroides lorengaui är en tvåvingeart som beskrevs av Peters 1963. Tripteroides lorengaui ingår i släktet Tripteroides och familjen stickmyggor. Inga underarter finns listade i Catalogue of Life.